# Provincia de Hannover
La provincia de Hannover (del alemán: Provinz Hannover) fue una provincia del reino de Prusia y del Estado Libre de Prusia desde 1868 a 1946.
Durante la guerra austro-prusiana, el reino de Hannover intentó mantener una posición neutral, junto con algunos miembros de la Confederación Germánica. Después de que Hannover votara a favor de movilizar tropas de la Confederación contra Prusia el 14 de junio de 1866, Prusia vio este hecho como una causa suficiente para declararle la guerra; el reino de Hannover fue pronto disuelto y anexado a Prusia. La riqueza privada de la destronada casa de Hannover fue entonces utilizada por Otto von Bismarck para financiar sus continuos esfuerzos contra Luis II de Baviera.
En 1946, la administración militar británica recreó el estado de Hannover con base en el antiguo reino de Hannover; pero a los pocos años, tras las peticiones alemanas, fue fusionado con el nuevo estado alemán (Bundesland) de Baja Sajonia —junto con los Estados de Oldemburgo, Brunswick, y Schaumburg-Lippe— con la ciudad de Hannover como capital del nuevo estado.

## Regiones de Hannover

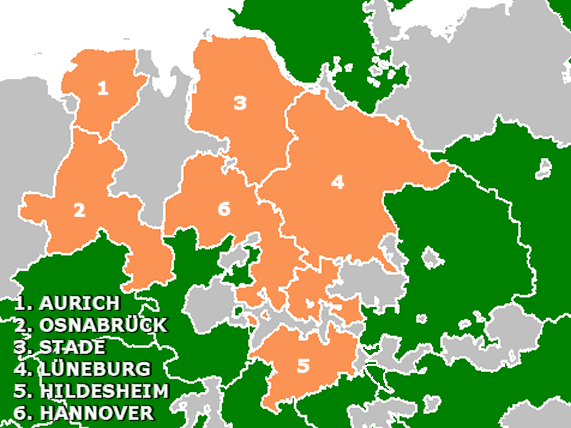
Las seis regiones de Hannover.

Hannover fue subdividida en seis regiones inicialmente denominadas Landdrostei[en], que fueron organizadas en gobernaciones prusianas estándar Regierungsbezirke el 1 de abril de 1885.
  1) Aurich
  2) Osnabrück
  3) Stade
  4) Lüneburg (Lunenburg)
  5) Hildesheim
  6) Hanover

## Presidentes de la provincia de Hannover
Los mandatarios a la cabeza de las provincias, elegidos por el gobierno central de Prusia, eran denominados Oberpräsident (Alto Presidente). El ejecutivo provincial, el Landesdirektor (director provincial), era elegido por el parlamento provincial (Provinziallandtag).
- Otto Graf zu Stolberg-Wernigerode 1867-1873
- Botho Wendt August Graf zu Eulenburg 1873-1878
- Adolf Hilmar von Leipziger 1878-1888
- Rudolf von Bennigsen 1888-1897
- Konstantin Graf zu Stolberg-Wernigerode 1898-1902
- Richard von Wentzel 1902-1914
- Ludwig Hubert von Windheim 1914-1917
- Ernst von Richter (DVP) 1917-1920
- Gustav Noske (SPD) 1920-1933
- Viktor Lutze (NSDAP) 1933-1941
- Hartmann Lauterbacher (NSDAP) 1941-1945
- Hinrich Wilhelm Kopf (SPD) 1946